# AlgaeBase
AlgaeBase é uma base de dados global de espécies de informações sobre todos os grupos de Algas, bem como um grupo de plantas com flores, e ervas marinhas.
A AlgaeBase evoluiu do website sobre algas de Michael Guiry, e tem crescido em um banco de dados de algas de todo o mundo, em água doce, terrestres e de água salobra , bem como dos meios marinhos. Em 2005, o banco de dados continha cerca de 65.000 nomes, e em setembro de 2006, 122.240 espécies e nomes infraespecíficos estavam na base de dados, com 5.826 imagens, 38.290 itens bibliográficos, 138.706 registos sobre a distribuição. Atualmente, os dados para as algas marinhas, especialmente as algas, são as mais completas. Cerca de 30.000 espécies de algas são incluídos, das quais o Rhodophyta (6.000 espécies), a Chlorophyta marinha (1.500 espécies), e Phaeophyceae (1.755 espécies) são as mais completas. As diatomáceas e as algas verdes menores de água doce são atualmente (agosto de 2010), os grupos mais incompletos.
A programação é realizada por VisualID (http://www.visualid.com) (Pier Kuipers e Caoilte Guiry) e a compilação dos dados, foi financiado pelo Governo Irlandês Departamento de Educação e Ciência da PRTLI 3 e 4 programas (http://www.hea.ie/en/prtli).

## Leitura complementar
- Guiry, Michael D.; Guiry, Gwendoline M.; Morrison, Liam; Rindi, Fabio; Miranda, Salvador Valenzuela; Mathieson, Arthur C.; Parker, Bruce C.; Langangen, Anders; John, David M.; Bárbara, Ignacio; Carter, Christopher F.; Kuipers, Pier; Garbary, David J. (2014). «AlgaeBase: an on-line resource for algae». Cryptogamie, Algologie. 35 (2): 105–115. doi:10.7872/crya.v35.iss2.2014.105